# Quận Nam (Israel)
Quận Nam (tiếng Hebrew: מחוז הדרום, Mehoz HaDarom; tiếng Ả Rập: استان جنوب) là một trong sáu quận hành chính của Israel, đây là quận có diện tích lớn nhất và có mật độ dân cư thưa thớt nhất. Quận bao gồm hầu hết sa mạc Negev, cũng như thung lũng Arabah. Dân số của quận Nam là 1.002.400, trong đó 86% là người Do Thái và 14% là người Ả Rập (hấu hết là người Hồi giáo). Thủ phủ của quận là Beersheba, trong khi thành phố lớn nhất là Ashdod. Các đô thị túc xá của Beersheba là Omer, Meitar, và Lehavim đều tương đối dầu có, trong khi các đô thị phát triển (bao gồm Sderot, Netivot, và Ofakim) và bảy thành phố của người Bedouin có trình độ xã hội-kinh tế thấp hơn.
Phía bắc giáp khu vực Judea và Samaria và các quận Jerusalem, Trung, phía nam giáp biển Đỏ, phía đông giáp các tỉnh Madaba, Karak, Tafilah và Aqaba của Jordan, phía tây giáp Địa Trung Hải, Dải Gaza và tỉnh Sohag của Ai Cập.

## Hành chính
| Thành phố | Hội đồng địa phương | Hội đồng khu vực |
| --- | --- | --- |
| - Arad - Ashdod - Ashkelon - Beersheba - Dimona - Eilat - Kiryat Gat - Kiryat Malakhi - Netivot - Ofakim - Rahat - Sderot | - Ar'arat an-Naqab - Hura - Kuseife - Lakiya - Lehavim - Meitar - Mitzpe Ramon - Omer - Shaqib al-Salam - Tel as-Sabi - Yeruham | - Abu Basma - Be'er Tuvia - Bnei Shimon - Central Arava - Eshkol - Hevel Eilot - Hof Ashkelon - Lakhish - Merhavim - Ramat HaNegev - Sdot Negev (Azata) - Sha'ar HaNegev - Shafir - Tamar - Yoav |